# Gisbert-Peter Terhorst
Gisbert-Peter Terhorst (* 12. September 1945 in Potsdam) ist ein deutscher Schauspieler und Kabarettist.

## Leben
Terhorst studierte nach Abitur und Gärtnerlehre von 1965 bis 1969 an der Babelsberger Filmhochschule und übernahm währenddessen kleine Filmrollen, darunter 1966 die Rolle des Ulli in Schwarzer Panther. Danach hatte er seine ersten Engagements in Magdeburg und Potsdam. Er wirkte in verschiedenen Fernsehserien mit und betätigte sich auch als Synchronsprecher.
Terhorst lebt in Potsdam. Sein Sohn Alexander ist ebenfalls Schauspieler.

## Werk

### Filmografie (Auswahl)
- 1966: Schwarze Panther
- 1969: Jungfer, Sie gefällt mir
- 1975: Das unsichtbare Visier
- 1976: Nelken in Aspik
- 1976: Ein Katzensprung
- 1977: Der kleine Zauberer und die große Fünf (Sprechrolle)
- 1978: Fleur Lafontaine
- 1980: Oben geblieben ist noch keiner
- 1980: Unser Mann ist König (TV-Serie)
- 1980: Meines Vaters Straßenbahn (Fernseh-Zweiteiler)
- 1981: Unser kurzes Leben
- 1981: Zwei Freunde in Preußen (Fernsehfilm)
- 1983: Zille und ick
- 1984: Familie Neumann (TV-Serie), Folge 8
- 1985: Weiße Wolke Carolin
- 1985: Bei Hausers zu Hause (TV-Serie)
- 1989: Zwei schräge Vögel
- 1992: Wunderjahre
- 1993: Zirri – Das Wolkenschaf
- 1996: Friedrich und der verzauberte Einbrecher
- 1999: Der Landarzt, Episode: Skandal in Deekelsen (TV-Serie)
- 2007: Freundschaft mit Herz, Folge: Tanz des Lebens (TV-Serie)

### Theater (Auswahl)
- Glückliche Zeiten, Regie: Martin Wölffer
- Der Vaterschaftsprozess, Regie: Ephraim Kishon
- Cyrano in Buffalo, Regie: Folke Braband
- Hände weg von meiner Frau, Regie: Wolfgang Spier
- Ein glückliches Paar, Regie: Herbert Herrmann
- Charleys Tante, Regie: Folke Braband
- Der Hauptmann von Köpenick, Regie: Jürgen Wölffer
- Musical: Ich war noch niemals in New York
- Die Lokomotive von André Roussin, Regie: Jürgen Wölffer

### Sonstiges
- 1988: Liederspielplatz 2 – Das Karussell (Kinderlieder, Litera)